# 폭발 1초전
"폭발 1초전"(폭발 일초전)은 한국에서 제작된 심우섭 감독의 1967년 영화이다. 김희갑 등이 주연으로 출연하였고 박원석 등이 제작에 참여하였다.

## 출연

### 주연
- 김희갑
- 이낙훈
- 남궁훈

## 제작진
- 조명: 김경중
- 미술: 정우택